# Хотан (річка)
Хотан або Хотан-Дар'я кит.: 和田河; Піньінь: Hétián hé) — річка в Сіньцзяні у Китаї.
Утворюється від злиття річок Юрункаш і Каракаш, ці річки мають злиття за 145 км на північ від міста Хотан(38°05′ пн. ш. 80°34′ сх. д. / 38.08° пн. ш. 80.56° сх. д.). Далі річка тече 290 км через пустелю Такла-Макан і впадає в Тарим40°22′ пн. ш. 80°56′ сх. д. / 40.367° пн. ш. 80.933° сх. д..Несе воду лише влітку, тому що живеться лише таненням снігу. Хотан єдина річка  що забезпечує наскрізний зв'язок у Таримському басейні.